# Kang Tongbi
Kang Tongbi (康同璧, février 1883 – 17 août 1969), aussi connu sous son nom de plume Kang Tung Pih, est une figure politique et réformiste féministe chinoise. Elle est la fille de Kang Youwei.

## Biographie

### Jeunesse et formation
Kang est née en 1883 de la première femme de Kang Youwei, Zhang Yunchu (en tant qu'intellectuel issu d'une famille relativement aisée de la Chine traditionnelle, Kang avait plusieurs épouses et concubines), dont elle est la seconde fille. Les registres officiels indiquent qu'elle est née le 5 février 1888 selon le calendrier grégorien, mais aucun registre n'indique la date selon le calendrier chinois.
Le père de Kang Tongbi, ainsi que son élève Liang Qichao, est l'une des grandes figures intellectuelles lors de la réforme des Cent Jours de l'empereur Guangxu de 1898. Mais les querelles politiques de la cour des Qing provoquent l'annulation du mouvement 103 jours après son lancement, et un mandat d'exécution est émis contre Kang. Il quitte précipitamment le pays et passe les 14 années suivantes à voyager à travers le monde. Kang Toubi passe ainsi sa jeunesse à l'étranger.
Son père, calligraphe réputé, lui enseigne la calligraphie et peinture traditionnelles chinoises. Seules quelques toiles de Tongbi nous sont parvenues.
En 1903, alors que les Kang sont au Japon, Tongbi, encore adolescente, rencontre Luo Chang, un jeune membre du personnel de l'ambassade de Chine à Tokyo. Les deux se marient peu après. Il n'y a aucune preuve que ce mariage ait été arrangé par les familles respectives, comme c'est souvent le cas dans la classe supérieure chinoise de l'époque. Tongbi suit son mari lorsque celui-ci est affecté à un consulat chinois au Danemark, et plus tard aux États-Unis où son père réside déjà.
En 1907, Tongbi devient la première étudiante asiatique inscrit au Barnard College d'où elle sort diplômée de journalisme en 1909. De plus, la même année, à l'âge de vingt et un ans, elle donne naissance à sa fille, Luo Yifeng.

### Activités en Chine
Peu d'informations existent en français sur la vie de Kang Tongbi après avoir quitté le Barnard College, mais il est certain qu'après la chute de la dynastie Qing en 1911, elle est retournée en Chine où elle a travaillé pour les causes féministes. Elle s'est profondément impliquée dans le mouvement des femmes à Shanghaï et la défense des droits des femmes à travers des réunions et des discours. Elle édite le journal féministe Nüxuebao (« L'éducation des femmes »), l'un des premiers de Chine.
Après la faillite du journal, Kang Tongbi continue sa croisade pour les droits des femmes. Comme son père, elle prend position contre la pratique de bandage des pieds, en fondant et co-dirigeant avec d'autres féministes chinoises, la société pour l'émancipation des pieds qui sert de base d'opérations pour leurs activités. Elle participe à la création de divers groupes féministes de Shanghai comme l'Association des femmes unies de Shanghai qui demande au gouvernement nationaliste de Nankin une nouvelle constitution sous le slogan « À bas les seigneurs de la guerre et vive l'égalité entre les hommes et les femmes ». Kang Tongbi est aussi connu pour sa biographie de Kang Youwei, publiée en 1958.
Elle reste en Chine continentale après la victoire communiste de 1949. Même si elle semble avoir été laissé tranquille par le nouveau régime pendant un certain temps, elle est emprisonnée pendant la révolution culturelle et est décédée le 17 août 1969 peut-être à la suite de mauvais traitements.

## Anecdote
L'écrivain de science-fiction Kim Stanley Robinson représente un personnage nommé Kang Tongbi dans son roman uchronique Chroniques des années noires, une projection hypothétique du monde si la civilisation occidentale avait été détruite par la peste au XIVe siècle, mais on ignore si la référence est délibérée.